# Ophiophycis guillei
Ophiophycis guillei är en ormstjärneart som beskrevs av Vadon 1991. Ophiophycis guillei ingår i släktet Ophiophycis och familjen fransormstjärnor. Inga underarter finns listade i Catalogue of Life.